# Oops!... I Did It Again (single)
Oops!... I Did It Again is een single uit 2000 van de Amerikaanse popzangeres Britney Spears. Het was de eerste single van haar gelijknamige tweede studioalbum Oops!... I Did It Again, dat uitkwam in het voorjaar van 2000. Het lied is zowel geschreven als geproduceerd door Max Martin en Rami. Het gaat over een vrouw die liefde als een spel ziet en die met de gevoelens van haar geliefde speelt. De uitdrukking "Oops! She did it again" werd vaak gebruikt in de media wanneer Britney in het openbaar een fout maakte. 
Oops!... I Did It Again was een wereldwijde hit. In Nederland werd de single werd Spears' vijfde Alarmschijf op 28 april en haar derde nummer 1-hit in de Nederlandse Top 40 en de Mega Top 100. De hit uit 2000 is de laatste nummer 1-hit van Spears in Nederland als soloartiest. Begin 2013 stond ze samen met Will.i.am 7 weken bovenaan met Scream & Shout. Van "Oops!... I Did It Again" werden in Nederland meer dan vijftigduizend exemplaren verkocht, wat Spears een gouden plaat opleverde. De single stond in Nederland op plaats 16 van bestverkopende singles in het jaar 2000. In Vlaanderen piekte het nummer op de derde plaats in de Vlaamse Ultratop 50. Het was een van de twintig meest verkochte singles van 2000 in Vlaanderen. In Wallonië bereikte de single wel de nummer 1-positie.

## Muziekvideo
De videoclip voor "Oops!... I Did It Again" werd geproduceerd door Nigel Dick en opgenomen bij Universal Studios in Californië. Het idee voor de clip kwam van Spears zelf. Zij zei dat zij wou "dansen op de planeet Mars in een rood catsuit, met een knappe astronaut erbij". Tijdens het filmen raakte Spears gewond door een vallende camera, waardoor zij moest gehecht worden aan het hoofd.
De videoclip begint in een controlekamer met wetenschappers die onderzoek doen naar leven op Mars. Zij nemen contact op met hun astronaut op de planeet, die een steen ontdekt met daarop een afbeelding van Britney Spears. Op dat moment beeft de grond en komt er een podium tevoorschijn. Spears daalt gekleed in een nauwsluitende rode catsuit met een platform uit de lucht neer en de muziek begint. Zij begint te zingen en met andere "marsmannetjes" te dansen terwijl de astronaut en de wetenschappers op aarde toekijken. Deze beelden zijn aldoor in de clip te zien, afgewisseld met shots waarin Britney in schaarse witte kleding op een soort podium ligt. Tijdens de brug vliegt Spears naar de astronaut, die haar iets geeft om zijn liefde te verklaren, maar Spears gaat weg voordat hij nog iets kan zeggen. Gesuggereerd wordt dat het om het beroemde halssnoer uit de film Titanic gaat, dat tijdens die film in de oceaan werd geworpen. De astronaut keert zich op zijn beurt om en loopt weg. De clip vervolgt daarna met een dansende en zingende Spears tot het einde ervan.

## Remixes/officiële versies
- Albumversie 3:30
- Instrumentale versie 3:29
- Music Breakdown Mix 3:16
- Rodney Jerkins Remix 3:07
- Rodney Jerkins Remix Instrumental 3:07
- Riprock 'N' Alex G. Oops! We Remixed Again! Club Mix 4:52
- Riprock 'N' Alex G. Oops! We Remixed Again! Radio Mix 3:54
- Jack D. Elliot Club Mix 6:24
- Jack D. Elliot Radio Mix 2:52
- Ospina's Deep Club Mix 6:05
- Ospina's Deep Edit 3:24
- Ospina's Crossover Mix 3:15
- Ospina's Instrumental Dub 6:05

## Hitnoteringen
| Oops!... I Did It Again in de Nederlandse Top 40 | Oops!... I Did It Again in de Nederlandse Top 40 | Oops!... I Did It Again in de Nederlandse Top 40 | Oops!... I Did It Again in de Nederlandse Top 40 | Oops!... I Did It Again in de Nederlandse Top 40 | Oops!... I Did It Again in de Nederlandse Top 40 | Oops!... I Did It Again in de Nederlandse Top 40 | Oops!... I Did It Again in de Nederlandse Top 40 | Oops!... I Did It Again in de Nederlandse Top 40 | Oops!... I Did It Again in de Nederlandse Top 40 | Oops!... I Did It Again in de Nederlandse Top 40 | Oops!... I Did It Again in de Nederlandse Top 40 | Oops!... I Did It Again in de Nederlandse Top 40 | Oops!... I Did It Again in de Nederlandse Top 40 | Oops!... I Did It Again in de Nederlandse Top 40 |
| Week                                             | 1                                                | 2                                                | 3                                                | 4                                                | 5                                                | 6                                                | 7                                                | 8                                                | 9                                                | 10                                               | 11                                               | 12                                               | 13                                               | 14                                               |
| ------------------------------------------------ | ------------------------------------------------ | ------------------------------------------------ | ------------------------------------------------ | ------------------------------------------------ | ------------------------------------------------ | ------------------------------------------------ | ------------------------------------------------ | ------------------------------------------------ | ------------------------------------------------ | ------------------------------------------------ | ------------------------------------------------ | ------------------------------------------------ | ------------------------------------------------ | ------------------------------------------------ |
| Positie                                          | 7                                                | 2                                                | 1                                                | 1                                                | 2                                                | 2                                                | 5                                                | 6                                                | 13                                               | 14                                               | 17                                               | 21                                               | 35                                               | uit                                              |

| Oops!... I Did It Again in de Nederlandse Mega Top 100 | Oops!... I Did It Again in de Nederlandse Mega Top 100 | Oops!... I Did It Again in de Nederlandse Mega Top 100 | Oops!... I Did It Again in de Nederlandse Mega Top 100 | Oops!... I Did It Again in de Nederlandse Mega Top 100 | Oops!... I Did It Again in de Nederlandse Mega Top 100 | Oops!... I Did It Again in de Nederlandse Mega Top 100 | Oops!... I Did It Again in de Nederlandse Mega Top 100 | Oops!... I Did It Again in de Nederlandse Mega Top 100 | Oops!... I Did It Again in de Nederlandse Mega Top 100 | Oops!... I Did It Again in de Nederlandse Mega Top 100 | Oops!... I Did It Again in de Nederlandse Mega Top 100 | Oops!... I Did It Again in de Nederlandse Mega Top 100 | Oops!... I Did It Again in de Nederlandse Mega Top 100 | Oops!... I Did It Again in de Nederlandse Mega Top 100 | Oops!... I Did It Again in de Nederlandse Mega Top 100 | Oops!... I Did It Again in de Nederlandse Mega Top 100 | Oops!... I Did It Again in de Nederlandse Mega Top 100 | Oops!... I Did It Again in de Nederlandse Mega Top 100 | Oops!... I Did It Again in de Nederlandse Mega Top 100 | Oops!... I Did It Again in de Nederlandse Mega Top 100 | Oops!... I Did It Again in de Nederlandse Mega Top 100 |
| Week                                                   | 1                                                      | 2                                                      | 3                                                      | 4                                                      | 5                                                      | 6                                                      | 7                                                      | 8                                                      | 9                                                      | 10                                                     | 11                                                     | 12                                                     | 13                                                     | 14                                                     | 15                                                     | 16                                                     | 17                                                     | 18                                                     | 19                                                     | 20                                                     | 21                                                     |
| ------------------------------------------------------ | ------------------------------------------------------ | ------------------------------------------------------ | ------------------------------------------------------ | ------------------------------------------------------ | ------------------------------------------------------ | ------------------------------------------------------ | ------------------------------------------------------ | ------------------------------------------------------ | ------------------------------------------------------ | ------------------------------------------------------ | ------------------------------------------------------ | ------------------------------------------------------ | ------------------------------------------------------ | ------------------------------------------------------ | ------------------------------------------------------ | ------------------------------------------------------ | ------------------------------------------------------ | ------------------------------------------------------ | ------------------------------------------------------ | ------------------------------------------------------ | ------------------------------------------------------ |
| Positie                                                | 7                                                      | 3                                                      | 1                                                      | 2                                                      | 2                                                      | 3                                                      | 5                                                      | 6                                                      | 9                                                      | 14                                                     | 16                                                     | 15                                                     | 18                                                     | 22                                                     | 24                                                     | 36                                                     | 48                                                     | 59                                                     | 74                                                     | 78                                                     | uit                                                    |

| Oops!... I Did It Again in de Vlaamse Ultratop 50 - binnen: 29 april 2000 | Oops!... I Did It Again in de Vlaamse Ultratop 50 - binnen: 29 april 2000 | Oops!... I Did It Again in de Vlaamse Ultratop 50 - binnen: 29 april 2000 | Oops!... I Did It Again in de Vlaamse Ultratop 50 - binnen: 29 april 2000 | Oops!... I Did It Again in de Vlaamse Ultratop 50 - binnen: 29 april 2000 | Oops!... I Did It Again in de Vlaamse Ultratop 50 - binnen: 29 april 2000 | Oops!... I Did It Again in de Vlaamse Ultratop 50 - binnen: 29 april 2000 | Oops!... I Did It Again in de Vlaamse Ultratop 50 - binnen: 29 april 2000 | Oops!... I Did It Again in de Vlaamse Ultratop 50 - binnen: 29 april 2000 | Oops!... I Did It Again in de Vlaamse Ultratop 50 - binnen: 29 april 2000 | Oops!... I Did It Again in de Vlaamse Ultratop 50 - binnen: 29 april 2000 | Oops!... I Did It Again in de Vlaamse Ultratop 50 - binnen: 29 april 2000 | Oops!... I Did It Again in de Vlaamse Ultratop 50 - binnen: 29 april 2000 | Oops!... I Did It Again in de Vlaamse Ultratop 50 - binnen: 29 april 2000 | Oops!... I Did It Again in de Vlaamse Ultratop 50 - binnen: 29 april 2000 | Oops!... I Did It Again in de Vlaamse Ultratop 50 - binnen: 29 april 2000 | Oops!... I Did It Again in de Vlaamse Ultratop 50 - binnen: 29 april 2000 | Oops!... I Did It Again in de Vlaamse Ultratop 50 - binnen: 29 april 2000 | Oops!... I Did It Again in de Vlaamse Ultratop 50 - binnen: 29 april 2000 |
| Week                                                                      | 1                                                                         | 2                                                                         | 3                                                                         | 4                                                                         | 5                                                                         | 6                                                                         | 7                                                                         | 8                                                                         | 9                                                                         | 10                                                                        | 11                                                                        | 12                                                                        | 13                                                                        | 14                                                                        | 15                                                                        | 16                                                                        | 17                                                                        |                                                                           |
| ------------------------------------------------------------------------- | ------------------------------------------------------------------------- | ------------------------------------------------------------------------- | ------------------------------------------------------------------------- | ------------------------------------------------------------------------- | ------------------------------------------------------------------------- | ------------------------------------------------------------------------- | ------------------------------------------------------------------------- | ------------------------------------------------------------------------- | ------------------------------------------------------------------------- | ------------------------------------------------------------------------- | ------------------------------------------------------------------------- | ------------------------------------------------------------------------- | ------------------------------------------------------------------------- | ------------------------------------------------------------------------- | ------------------------------------------------------------------------- | ------------------------------------------------------------------------- | ------------------------------------------------------------------------- | ------------------------------------------------------------------------- |
| Nummer                                                                    | 8                                                                         | 4                                                                         | 4                                                                         | 4                                                                         | 4                                                                         | 4                                                                         | 3                                                                         | 4                                                                         | 6                                                                         | 11                                                                        | 10                                                                        | 13                                                                        | 13                                                                        | 17                                                                        | 24                                                                        | 33                                                                        | 48                                                                        | uit                                                                       |

## Prijzen
Het nummer slaagde erin een flink aantal nominaties te krijgen. Voor het tweede jaar na elkaar, werd Spears genomineerd voor een Grammy Award in de categorie Best Female Pop Vocal Performance, maar zij won deze alweer niet. Ditmaal moest zij de eer laten aan I Try van Macy Gray.
| Jaar | Show                            | Prijs                             | Resultaat   |
| ---- | ------------------------------- | --------------------------------- | ----------- |
| 2000 | MTV Video Music Awards          | Best Female Video                 | Genomineerd |
| 2000 | MTV Video Music Awards          | Best Pop Video                    | Genomineerd |
| 2000 | MTV Video Music Awards          | Viewer's Choice                   | Genomineerd |
| 2001 | Grammy Awards                   | Best Female Pop Vocal Performance | Genomineerd |
| 2001 | Nickelodeon Kids' Choice Awards | Favorite Song                     | Genomineerd |

## Coverversies
Oops!... I Did It Again is verscheidene malen gecoverd. In 2001 maakte de Duitse zanger Max Raabe een cabaretversie van het nummer met het Palast Orchester. In 2005 coverde de Finse metalband Children of Bodom het nummer voor hun album Skeletons in the closet.

### Versie van Julia van der Toorn
De Nederlandse zangeres Julia van der Toorn zong in 2013 een cover van het lied, waarmee zij op 14 september van dat jaar meteen op nummer 1 binnenkwam in de Single Top 100. Zij had het lied gezongen tijdens de audities voor het programma The voice of Holland.
| Oops!... I Did It Again in de Nederlandse Single Top 100 - binnen: 14 september 2013 | Oops!... I Did It Again in de Nederlandse Single Top 100 - binnen: 14 september 2013 | Oops!... I Did It Again in de Nederlandse Single Top 100 - binnen: 14 september 2013 | Oops!... I Did It Again in de Nederlandse Single Top 100 - binnen: 14 september 2013 | Oops!... I Did It Again in de Nederlandse Single Top 100 - binnen: 14 september 2013 | Oops!... I Did It Again in de Nederlandse Single Top 100 - binnen: 14 september 2013 | Oops!... I Did It Again in de Nederlandse Single Top 100 - binnen: 14 september 2013 | Oops!... I Did It Again in de Nederlandse Single Top 100 - binnen: 14 september 2013 | Oops!... I Did It Again in de Nederlandse Single Top 100 - binnen: 14 september 2013 | Oops!... I Did It Again in de Nederlandse Single Top 100 - binnen: 14 september 2013 | Oops!... I Did It Again in de Nederlandse Single Top 100 - binnen: 14 september 2013 | Oops!... I Did It Again in de Nederlandse Single Top 100 - binnen: 14 september 2013 | Oops!... I Did It Again in de Nederlandse Single Top 100 - binnen: 14 september 2013 | Oops!... I Did It Again in de Nederlandse Single Top 100 - binnen: 14 september 2013 | Oops!... I Did It Again in de Nederlandse Single Top 100 - binnen: 14 september 2013 | Oops!... I Did It Again in de Nederlandse Single Top 100 - binnen: 14 september 2013 | Oops!... I Did It Again in de Nederlandse Single Top 100 - binnen: 14 september 2013 | Oops!... I Did It Again in de Nederlandse Single Top 100 - binnen: 14 september 2013 | Oops!... I Did It Again in de Nederlandse Single Top 100 - binnen: 14 september 2013 |
| Week                                                                                 | 1                                                                                    | 2                                                                                    | 3                                                                                    | 4                                                                                    | 5                                                                                    | 6                                                                                    | 7                                                                                    |                                                                                      | 8                                                                                    |                                                                                      | 9                                                                                    | 10                                                                                   | 11                                                                                   | 12                                                                                   |                                                                                      | 13                                                                                   | 14                                                                                   |                                                                                      |
| ------------------------------------------------------------------------------------ | ------------------------------------------------------------------------------------ | ------------------------------------------------------------------------------------ | ------------------------------------------------------------------------------------ | ------------------------------------------------------------------------------------ | ------------------------------------------------------------------------------------ | ------------------------------------------------------------------------------------ | ------------------------------------------------------------------------------------ | ------------------------------------------------------------------------------------ | ------------------------------------------------------------------------------------ | ------------------------------------------------------------------------------------ | ------------------------------------------------------------------------------------ | ------------------------------------------------------------------------------------ | ------------------------------------------------------------------------------------ | ------------------------------------------------------------------------------------ | ------------------------------------------------------------------------------------ | ------------------------------------------------------------------------------------ | ------------------------------------------------------------------------------------ | ------------------------------------------------------------------------------------ |
| Nummer                                                                               | 1                                                                                    | 14                                                                                   | 24                                                                                   | 36                                                                                   | 47                                                                                   | 61                                                                                   | 67                                                                                   | uit                                                                                  | 79                                                                                   | uit                                                                                  | 73                                                                                   | 58                                                                                   | 14                                                                                   | 68                                                                                   | uit                                                                                  | 48                                                                                   | 68                                                                                   | uit                                                                                  |